# はる×どり
『はる×どり』は、渡真仁による日本の4コマ漫画作品。芳文社『まんがタイムきららMAX』で2009年11月号より2011年1月号まで連載。単行本は芳文社まんがタイムKRコミックスから単巻で2010年12月25日に発売（ISBN 978-4-8322-7977-3）。
幼馴染の京子と同じ大学に行きたいと思っている、高校3年生の「はる」を描く。

## 登場人物
白木 はる（しろき はる）
高校3年生で、成績はよくない。ドジで、真面目さが欠ける。
八坂 京子（やさか きょうこ）
はるの幼馴染で、クラスメイト、親友。真面目で成績優秀。
住吉 花子（すみよし はなこ）
はると京子の幼馴染だが、クラスは別。アイドル志望で、名前にコンプレックスがある。成績はよくない。
櫛田 恵（くしだ めぐみ）
はる達より1つ下の幼馴染。京子同様に真面目で成績優秀だが、天然。